# Jardín botánico El Castillejo
El jardín botánico El Castillejo es un jardín botánico que se encuentra en el parque natural de la Sierra de Grazalema, en el término municipal de El Bosque en la provincia de Cádiz, España. El jardín depende administrativamente de la Junta de Andalucía siendo uno de los jardines botánicos de la red, que la Junta ha creado en los últimos tiempos en Andalucía. Sus objetivos son los de preservar las especies vegetales gaditanas en vías de extinción, las amenazadas y los endemismos, así como de favorecer el conocimiento del público en general del uso humano de su entorno vegetal.

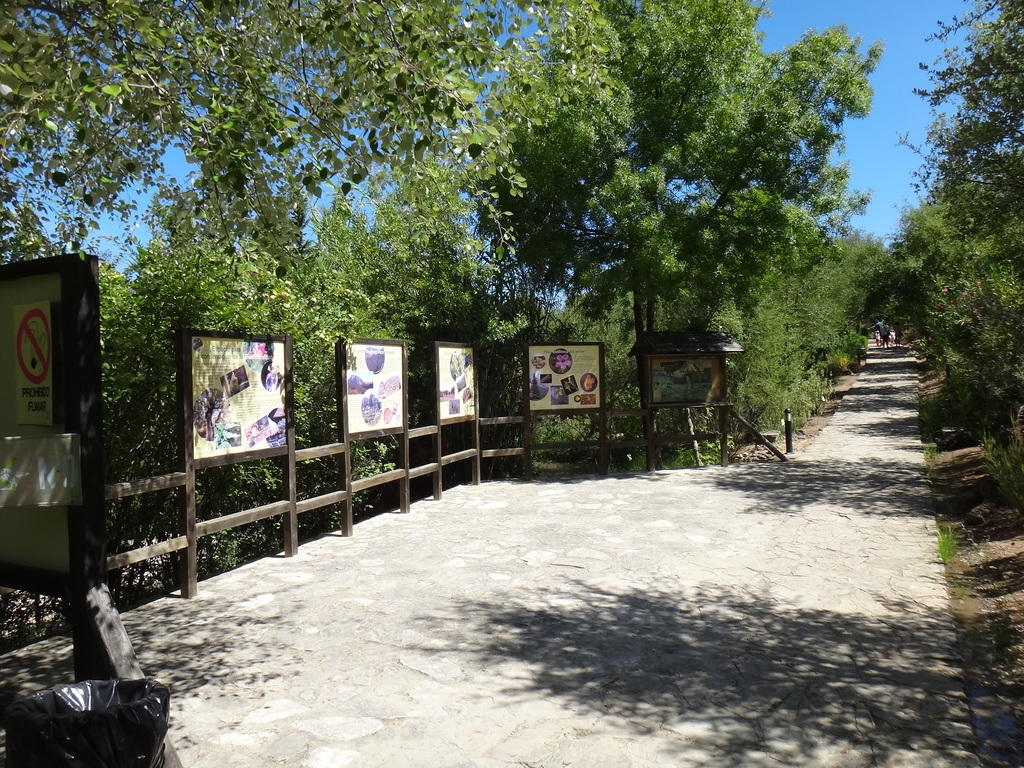
Sendero principal

## Historia
José Luis Juárez Villarín fue el ganador del concurso de ideas para la creación de este jardín botánico. En 1991 se inaugura. Se crea un centro de visita de interés del parque natural Sierra de Grazalema, en el que se aúnan la riqueza vegetal, el estudio de la botánica y la práctica pedagógica. 
En las instalaciones del centro de visitantes se ponen en práctica planes educativos enfocados hacia la conservación de la flora, la recuperación de especies en peligro y la investigación.

## Colecciones

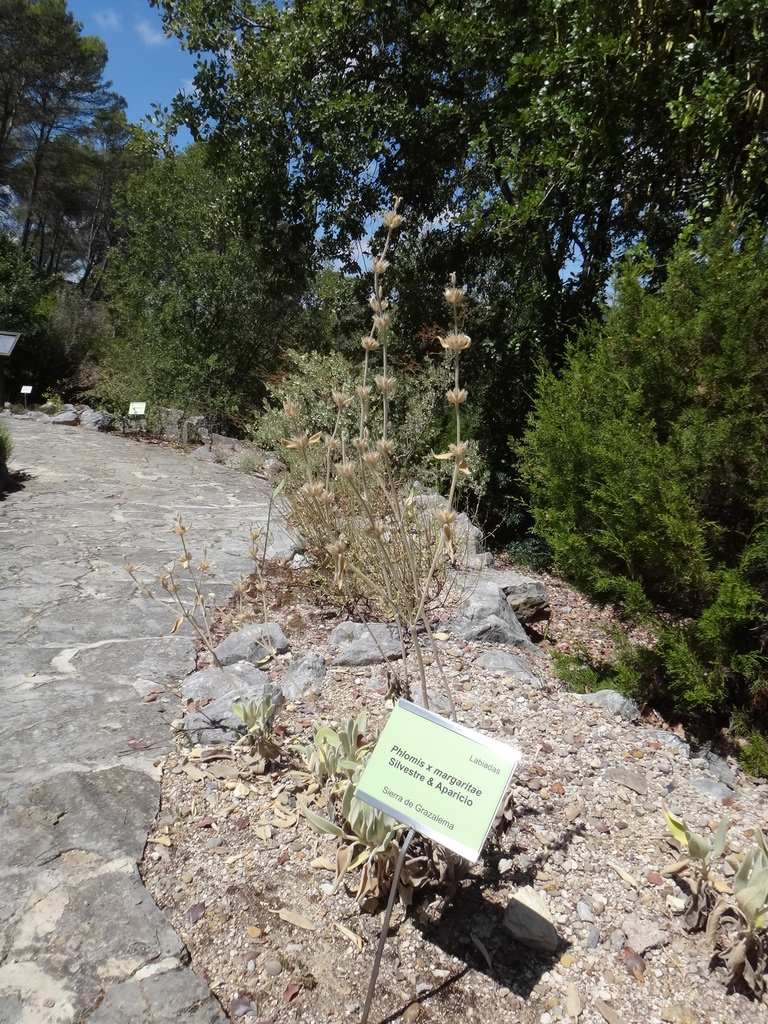
Plantas etiquetadas

En este jardín botánico encontramos especímenes de las especies vegetales más representativas de los principales ecosistemas del parque natural de la Sierra de Grazalema. Aquí hay varios ejemplares de pinsapos (Abies pinsapo), especie de abeto autóctono de la península ibérica exclusivo de las sierras del sur, árbol insignia de la Sierra de Grazalema. Además le acompañan numerosas plantas de este entorno que se exponen agrupadas en diversos biotopos, tales como:
- Dehesa, con rodales de alcornoques (Quercus suber), manchas de quejigar (Quercus faginea), numerosas encinas (Quercus ilex) y un sabinar, además de otras numerosas especies de árboles, arbustos y matorrales.
- Bosque húmedo en galería, en los márgenes del arroyo que atraviesa el recinto, son numerosas las variedades ripícolas tanto arbóreas como arbustivas y plantas herbáceas.
- Rocalla, con numerosas plantas rupícolas tan abundantes en las sierras gaditanas en las que se incluyen varios endemismos.